# Distretto di Ulaanhus
Il distretto di Ulaanhus è uno dei quattordici distretti (sum) in cui è suddivisa la provincia del Bajan-Ôlgij, in Mongolia. Conta una popolazione di 8.407 abitanti (censimento 2009). 